# Chiến dịch tấn công Dukhovshina–Demidov lần thứ hai
Chiến dịch tấn công Dukhovshina-Demidov lần thứ hai là chiến dịch tấn công lớn của Phương diện quân Bryansk diễn ra đồng thời với Chiến dịch tấn công Smolensk-Roslavl trong khuôn khổ Cuộc tấn công chiến lược trên hướng Smolensk năm 1943. Đây là một trong hai chiến dịch tấn công lớn cuối cùng của phương diện quân này trước khi nó được chuyển đổi thành Phương diện quân Baltic 1. Mở lại chiến dịch này, Phương diện quân Kalinin đã rút kinh nghiệm thất bại một tháng trước đó nên chỉ trong hơn nửa tháng, từ ngày 14 tháng 9 đến ngày 2 tháng 10 năm 1943, họ đã tấn công với sự yểm hộ hỏa lực dày đặc, chắc chắn và có đủ đạn để xạ kích suốt nửa tháng chiến đấu của pháo binh. Tuy không trực tiếp giải phóng Smolensk nhưng ba tập đoàn quân cánh trái của Phương diện quân Kalinin đã đánh bại cánh phải của Tập đoàn quân xe tăng 4 và cánh trái Tập đoàn quân 9 (Đức), giải phóng các thành phố Dukhovshina, Demidov, Rudnya, hỗ trợ cho Tập đoàn quân 31 của Phương diện quân Tây bẻ gãy sức kháng cự của Quân đoàn xe tăng 39 (Đức) tại cụm cứ điểm Yartsevo. Kết thúc chiến dịch Phương diện quân Kalinin đã tiến sát biên giới Byelorussia, bao vây Vitebsk từ ba phía và chiếm nhiều bàn đạp thuận lợi cho Chiến dịch Bagration sau này.

## Tình huống mặt trận
Sau Chiến dịch tấn công Dukhovshchina-Demidov lần thứ nhất thất bại, tình hình trên mặt trận Smolensk đã có nhiều thay đổi. Phương diện quân Tây đã tiến lên phía trước thêm từ 35 đến 45 km, giải phóng Yelnya và Dorogobuzh. Tuy nhiên, cánh phải của Phương diện quân Tây mặc dù có hai tập đoàn quân 31 và 68 vẫn bất lực trước cụm cứ điểm Yartsevo rất cứng rắn của Quân đoàn xe tăng 35 (Đức). Cụm cứ điểm này đe dọa bên sườn trái của Phương diện quân Kalinin và sườn phải của Phương diện quân Tây khiến cho các chỉ huy tập đoàn quân Liên Xô không dám tiến sâu thêm về hướng Smolensk. Tình hình đòi hỏi hai Phương diện quân phải cùng lúc mở hai chiến dịch song song để phân tán lực lượng của Cụm tập đoàn quân Trung tâm (Đức) mới có thể đạt mục tiêu mở "cánh cửa Smolensk" và tiến ra biên giới Byelorussia. Ngày 2 tháng 9, Đại bản doanh Liên Xô đồng thời phê duyệt kế hoạch tấn công của hai phương diện quân Tây và Kalinin.
Theo kế hoạch, cuộc tấn công được ấn định bắt đầu vào ngày 8 tháng 9. Tuy nhiên, chiều ngày 7 tháng 9, khi thị sát kiểm tra các trung đoàn pháo binh hỏa lực chủ yếu đang chuẩn bị cho cuộc tán công, nguyên soái N. N. Voronov phát hiện việc các khẩu đội mới tích lũy được 40 đến 50% số đạn pháo cần dùng. Không muốn để tái diễn tình cảnh pháo binh phải "bắn mổ cò" như tại Phương diện quân Kalinin trước đó mấy tuần, N. N. Voronov gọi điện cho I. V. Stalin báo cáo tình hình đạn dược còn thiếu nghiêm trọng, cơ số bảo đảm còn đang trên đường vận chuyển ra mặt trận. Ông yêu cầu lùi lại thời điểm tấn công. I. V. Stalin trả lời gọn lỏn: "Cộng với sáu" và không thêm nữa, (nghĩa là ngày khởi sự theo kế hoạch cộng với 6 ngày nữa là ngày 14). Hiểu ý Tổng tư lệnh N. N. Voronov chào kết thúc cuộc điện đàm. Ngay sau đó, N. N. Voronov thông báo cho các tướng A. I. Yeryomenko và V. D. Sokolovsky yêu cầu các đơn vị tiếp tục chuẩn bị. Ông cũng nói rõ quyết định của Tổng tư lệnh tối cao không cho hoãn chiến dịch thêm một lần nữa.
Có thêm 6 ngày để chuẩn bị, Phương diện quân Kalinin đã tích lũy đủ 8 cơ số đạn pháo có thể dùng trong hai tuần với mật độ xạ kích cao đến 140 khẩu/km chính diện. 6 ngày quý giá này cũng được dùng để chuyển quân đến chính diện đột kích chủ yếu đã có nhiều thay đổi so với chiến dịch trước đó. Sau khi trinh sát phương diện quân phát hiện sự có mặt của Sư đoàn xe tăng 25 và Sư đoàn cơ giới 18 (Đức) cùng Lữ đoàn kỵ binh-cơ giới 1 SS trên tuyến sông Tsarevich để chờ đón cuộc tấn công trên cánh trái của Tập đoàn quân 39, Tư lệnh Phương diện quân Kalinin A. I. Yeryomenko quyết định chuyển chính diện đột kích chủ yếu đến tuyến Spas-Ugly, Ribshevo, nơi chỉ có Sư đoàn bộ binh 256 (Đức) đã suy yếu đóng giữ. Sự thay đổi đó đã bảo đảm thắng lợi cho Phương diện quân Kalinin trong chiến dịch này.

## Binh lực và kế hoạch

### Quân đội Liên Xô
Cánh trái của Phương diện quân Kalinin do thượng tướng A.I.Yeryomenko chỉ huy tham gia chiến dịch. Biến chế đến ngày 10 tháng 9:
- Tập đoàn quân 39 do trung tướng N. E. Berzarin chỉ huy (thay trung tướng A. I. Zygin từ ngày 9 tháng 9 năm 1943). Thành phần gồm có:
  - Quân đoàn bộ binh cận vệ 2 gồm các sư đoàn bộ binh cận vệ 9, 17, 91.
  - Quân đoàn bộ binh 83 gồm các sư đoàn bộ binh 178, 185 và lữ đoàn bộ binh 124.
  - Quân đoàn bộ binh 84 gồm các sư đoàn bộ binh 134, 158, 234.
  - Lữ đoàn bộ binh xung kích 155 gồm 5 tiểu đoàn
  - Thiết giáp: Lữ đoàn xe tăng 28, Trung đoàn xe tăng cận vệ 11, Trung đoàn xe tăng 203.
  - Pháo binh: Sư đoàn 21 pháo binh hỗn hợp (6 lữ đoàn), 2 trung đoàn pháo nòng dài, 2 trung đoàn lựu pháo, 1 lữ đoàn pháo và 1 trung đoàn pháo chống tăng, 2 lữ đoàn sơn pháo, 1 lữ đoàn và 4 trung đoàn súng cối, 1 sư đoàn và 3 trung đoàn phòng không.
- Tập đoàn quân 43 do thiếu tướng K. D. Golubev chỉ huy. Thành phần gồm có:
  - Bộ binh: Các sư đoàn 145, 179, 262, 306, Lữ đoàn 114, Lữ đoàn xung kích 5 (5 tiểu đoàn).
  - Thiết giáp: Lữ đoàn xe tăng 46, Trung đoàn xe tăng 105, Trung đoàn pháo tự hành 1820.
  - Pháo binh: 2 trung đoàn pháo nòng dài, 2 trung đoàn lựu pháo, 1 trung đoàn pháo chống tăng, 2 trung đoàn súng cối, 1 lữ đoàn sơn pháo, 4 trung đoàn phòng không.

Nhiệm vụ của cánh trái Phương diện quân Kalinin đã được STAVKA quy định lại. Do Tập đoàn quân 31 trở lại đội hình Phương diện quân Tây, Phương diện quân Kalinin được gỡ bỏ nhiệm vụ phối hợp với Phương diện quân Tây đánh chiếm Smolensk mà chỉ còn nhiệm vụ tấn công sang phía Tây, che chắc sườn phải của Phương diện quân Tây. Tuyến phân giới giữa hai phương diện quân cũng được điều chỉnh dịch lên phía Tây Bắc, từ Kapyrevshina qua Grishina, Kuvshinovo (phía Bắc Smolensk 25 km) đến Yeliseevka. Chính diện tấn công được thu hẹp lại từ 180 km xuống còn 120 km bảo đảm mật độ binh lực đột phá trong điều kiện phương diện quân có ít xe tăng.
Viêc nghi binh được thực hiện khá tinh vi, việc chuyển cụm quân xung kích của Tập đoàn quân 39 từ cánh trái sang cánh phải được tiến hành vào ban đêm. Các tiểu đoàn trinh sát của Quân đoàn bộ binh 83 vẫn tiếp tục hoạt động trên sông Tsarevich. Pháo binh của quân đoàn vẫn tổ chức bắn cầm canh theo lịch pháo kích như cũ. Không quân của Phương diện quân đã bố trí hơn 30 phi vụ rải truyền đơn của tổ chức "Phong trào sĩ quan giải phóng nước Đức" xuống các vị trí đóng quân của quân Đức dọc sông Tsarevich. Tất cả đều nhằm thu hút sự chú ý của Quân đoàn xe tăng 39 (Đức) về hướng sông Tsarevich.
Nửa tháng sau thất bại của chiến dịch lần thứ nhất, công tác hậu cần, đảm bảo của Phương diện quân Kalinin được chú trọng hơn. Từ ngày 1 đến ngày 13 tháng 9, Phương diện quân Kalinin đã nhận được gần 200 toa xe lửa và hơn 1.000 chuyến ô tô chở hàng từ hậu phương đến. Đạn dược, nhiên liệu, vũ khí dự trữ, lương thực, thuốc men, dụng cụ y tế đã được tích lũy đầy đủ. Đến một ngày trước chiến dịch, các khẩu đội pháo nòng dài và lựu pháo đều có các khẩu đội súng cối đi kèm để chống lại chiến thuật "phản pháo tầm gần" bằng súng cối của quân đội Đức Quốc xã. Trình tự pháo kích cũng được quy định lại cho phù hợp với trình tự tấn công mà không cần đến sự hiệu chỉnh tầm đạn của các chủng loại pháo binh. Trong 30 phút đầu, lựu pháo và sơn pháo sẽ khai hỏa. Ngay sau đó, pháo nòng dài tầm xa sẽ đóng vai trò chủ yếu. Lựu pháo sẽ hiệu chỉnh tầm bắn xa hơn trong khi pháo tầm xa hoạt động. Thời gian 20 phút cuối cùng của đợt pháo kích dành cho tên lửa đất đốt đất tầm ngắn Katyusha. Chiến thuật "pháo kích gối tầm" sẽ bảo đảm cho bộ binh và thiết giáp tấn công sớm theo kế hoạch định sẵn mà không cần phải chờ đến khi có thông báo chính thức về việc chuyển làn của pháo binh đến tuyến sâu hơn trên chính diện tấn công. Đến ngày 13 tháng 9, ở hướng tấn công chính, mật độ pháo binh đã đạt 145-150 khẩu/km chính diện tấn công. Các lữ đoàn xe tăng 28, 46, Trung đoàn xe tăng cận vệ 11, các trung đoàn xe tăng 105 và 203 có 240 xe tăng đã sẵn sàng ở cả hai thê đội.

### Quân đội Đức Quốc xã
Quân đội Đức Quốc xã hầu như không thay đổi đội hình phòng ngự từ tháng 8 đến tháng 9 năm 1943, ngoại trừ Sư đoàn xe tăng 25, Sư đoàn cơ giới 18 và Lữ đoàn kỵ binh cơ giới 1 SS được điều động tăng cường cho Quân đoàn xe tăng 39.
- Tập đoàn quân xe tăng 3 do thượng tướng Georg-Hans Reinhardt chỉ huy, bố trí hai quân đoàn và một sư đoàn trước chính diện tấn công của Tập đoàn quân 43 (Liên Xô) gồm có:
  - Quân đoàn bộ binh 6 gồm các sư đoàn 205, 83, 291, 263, 87, 206.
  - Quân đoàn đổ bộ đường không 2 gồm các sư đoàn dù 2, 3, 4, 6 và sư đoàn bảo vệ mặt đất 201.
  - Sư đoàn bộ binh xung kích 391.
- Tập đoàn quân 4 do thượng tướng Gotthard Heinrici chỉ huy, bố trí hai quân đoàn trước chính diện tấn công của Tập đoàn quân 39 (Liên Xô) gồm có:
  - Quân đoàn bộ binh 27 của tướng Paul Völckers gồm các sư đoàn bộ binh 52, 197, 246 và 256.
  - Quân đoàn xe tăng 39 của tướng Robert Martinek gồm các Sư đoàn xe tăng 25, Sư đoàn cơ giới 18, các sư đoàn bộ binh 35, 113, 337 và Lữ đoàn kỵ binh-cơ giới 1 SS

Trên cánh đông, quân Đức chọn tuyến sông Tsarevich là tuyến phòng thủ chính, bao gồm 3 lớp phòng nhự trên bờ Nam sông Tsarevich và bao quanh cụm phòng ngự Dukhovshina. Sư đoàn xe tăng 25 và Sư đoàn cơ giới 18 đều bố trí ở đây. Ở cánh Tây, tuyến phòng thủ của quân Đức gồm hai lớp. Lớp ngoài chạy dọc theo tiền duyên từ Velizh đến phía Nam Berdono. Lớp trong được bố trí dọc bờ Nam sông Kasplya với ba trung tâm phòng ngự mạnh tại Ponizovye, Demidov và Kasplya (Đông bắc Smolensk 35 km).

## Diễn biến

### Giải phóng Dukhovshina
9 giờ sáng 14 tháng 9, pháo binh các cỡ và các dàn Katyusha của Phương diện quân Kalinin bắt đầu trút đạn lên các vị trí phòng thủ của Tập đoàn quân xe tăng 3 (Đức). Pháo binh Đức phản ứng yếu ớt do hầu hết các khẩu đội pháo để lộ thiên trên mặt đất đều bị phá hủy. Chỉ có một số khẩu đội đặt trong hầm hoặc trong các lô cốt còn phản pháo nhưng do không xác định được mục tiêu nên hỏa lực không chính xác và thưa thớt. Trận pháo kích kéo dài 1 giờ 15 phút đã làm tan hoang hệ thống lô cốt, hầm hào của quân Đức. Một tù binh Đức thuộc Trung đoàn 481, Sư đoàn bộ binh 35 (Đức) khai:
"Chúng tôi đã biết trước rằng quân Nga sẽ tấn công. Nhưng chưa bao giờ tôi thấy hỏa lực pháo binh dày đặc đến như vậy. Hầu hết hệ thống phòng thủ của chúng tôi bị phá hủy. Nhiều người chết và bị thương".
20 phút trước khi trận pháo kích kết thúc, những quả đạn Katyusha đã "dọn dẹp" nốt những gì còn sót lại trên các tuyến phòng thủ của quân Đức xung quanh Demidov và Dukhovshina.
Trên hướng tấn công của Tập đoàn quân 39, xe tăng và bộ binh tấn công theo sau màn đạn pháo binh đang chuyển làn vào sâu trong tuyến phòng thủ của quân Đức chỉ với khoảng cách từ 100 đến 200 mét Khoảng cách đó đủ đảm bảo an toàn cho bộ binh và xe tăng nhưng cũng khá gần để bộ binh Liên Xô có thể tiếp cận và đánh chiếm các tuyến chiến hào trước khi quân Đức kịp hồi phục sau trận pháo kích và tổ chức chống trả. Một tù binh khác của Trung đoàn 163, Sư đoàn bộ binh 252 xác nhận:
"Đại đội chúng tôi bị tổn thất hơn 40 người sau loạt pháo đầu tiên rất chính xác của quân Nga. Riêng trung đội của tôi đã có hơn 10 người chết. Hai trung đội bên cánh phải và cánh trái chúng tôi rút chạy về phía sau đã rơi đúng vào làn đạn pháo. Không biết số phận của họ ra sau. Khi hỏa lực pháo binh ngớt đi, tôi chui ra thì đã thấy quân Nga chờ sẵn ở cửa hầm".
Đến khi cuộc tấn công đã diễn ra được 2 giờ, tướng Paul Völckers mới nhận ra được hướng tấn công chính của Tập đoàn quân 39 (Liên Xô) không nhằm vào tuyến sông Tsarevich mà nhằm vào Spas-Ugly, Ribshevo. Ông này vội điều Sư đoàn xe tăng 25 và Lữ đoàn kỵ binh cơ giới 1 SS từ Dukhovshchina tiến sang phía Tây để đối phó. Song mọi việc đã muộn. Sư đoàn pháo binh 21 của Tập đoàn quân 39 đã huy động cả sáu lữ đoàn dựng một màn đạn dày đặc giữa hai con sông Tsarevich và Khmost. Sư đoàn xe tăng 25 (Đức) bị thiệt hại nặng do hỏa lực pháo binh Liên Xô đã phải dừng lại trên bờ sông Khmost, tuyến phòng thủ của quân Đức tại hướng Bắc và phía Tây Dukhovshina bị hổng một mảng lớn.
Đến cuối ngày 14 tháng 9, Tập đoàn quân 39 đã tiêu diệt 5 trung đoàn Đức gồm các trung đoàn bộ binh 397, 352 thuộc Sư đoàn 197, Trung đoàn bộ binh 404 thuộc Sư đoàn bộ binh 296, Trung đoàn bộ binh 103 thuộc Sư đoàn 252 và Trung đoàn bộ binh 427 thuộc Sư đoàn 129; lần lượt giải phóng các điểm dân cư Kishkenitsa (???), Malyi Beresnevu (???), Ponomari, Kulmichino (???) và Mikayevo (???). Trong các ngày 15 và 16 tháng 9, các tập đoàn quân 39 và 43 tiếp tục tấn công và tiến sâu thêm 13 km, đánh chiếm các cứ điểm Ribshevo, Kolodezi (???), Bolshoi Sykorvashino (???), Malyi Sykorvashino (???), Braklitsy (???), giải phóng hơn 50 điểm dân cư. Ngày 17 tháng 9, lợi dụng sơ hở trên tuyến phòng thủ của quân Đức ở Tây Bắc Dukhovshina, Sư đoàn bộ binh cận vệ 91 và Sư đoàn bộ binh 174 có Lữ đoàn xe tăng 28 và Trung đoàn xe tăng 203 yểm hộ đã đánh chiếm các cứ điểm Lomonosov (???), Kulagino (???), Pankratov (???), áp sát Dukhovshchina. Ngày 18 tháng 9, Chiến sự nổ ra khắp các đường phố của Dukhovshchina. Trung đoàn bộ binh 181 và Tiểu đoàn xe tăng 152 thuộc Sư đoàn bộ binh 252 (Đức) tổ chức nhiều ổ đề kháng trên các tòa nhà kiên cố của thành phố. Lữ đoàn pháo chống tăng 4 của Tập đoàn quân 39 được điều đến trợ chiến đã phối hợp với Trung đoàn 33 công binh phá nổ lần lượt dập tắt các hỏa điểm của xe tăng và bộ binh Đức. Toàn bộ Trung đoàn bộ binh 181 (Đức) chỉ còn 7 người sống sót và bị bắt làm tù binh.
17 giờ 00 ngày 19 tháng 9, quân đội Liên Xô đã làm chủ hoàn toàn thành phố Dukhovshchina. 20 giờ tối 19 tháng 9, Moskva bắn đại bác cấp 3. 12 khẩu pháo đã tung lên trời 124 loạt pháo hoa chúc mừng Phương diện quân Kalinin giải phóng thành phố Dukhovshchina.

### Đánh chiếm Demodov và Velizh
Trên cánh Tây của chiến dịch, trong ngày 14 tháng 9, Tập đoàn quân 43 đã nhanh chóng vượt qua lớp phòng thủ vòng ngoài của quân Đức và đánh chiếm các bến vượt trên bờ Bắc sông Kasplya. Ngày 16 tháng 9, các sư đoàn bộ binh 145, 179 (Liên Xô) với sự yểm hộ của Lữ đoàn xe tăng 46 đã tổ chức vượt sông Kasplya ở phía Tây Demidov, đánh bại ba cuộc phản kích của các sư đoàn bộ binh 205, 83 và 291 thuộc Quân đoàn bộ binh 6 (Đức) hình thành tuyến vây bọc phía Tây Demidov. Các sư đoàn bộ binh 262, 306 và Lữ đoàn bộ binh 114 cũng tổ chức vượt sông Kasplya ở phía Nam Demidov. Tướng K. D. Golubev chỉ để lại Lữ đoàn bộ binh xung kích 5 và Trung đoàn xe tăng 105 trấn giữ chính diện sông Kasplya, phía Bắc Demidov. Ngày 20 tháng 9, sau khi đánh chiếm Dukhovshchina, Tập đoàn quân 39 cũng ào ạt tiến sang phía Tây và đánh chiếm thị trấn Kasplya và vượt qua con sông cùng tên ở phía Nam Demidov 30 km. Thành phố Demidov bị nửa hợp vây từ phía Tây sang phía Nam.
Yểm hộ cho cánh phải của Tập đoàn quân này, ngày 14 tháng 9, cánh trái của Tập đoàn quân xung kích 4 (Liên Xô) mở cuộc tấn công vào thành phố Velizh. Đây là lần thứ ba, quân đội Liên Xô mở cuộc tấn công vào thành phố này sau hai cuộc tấn công không thành hồi tháng 3 và tháng 8 năm 1943. Rút ra bài học của các lần tấn công trước đây, trinh sát Tập đoàn quân xung kích 4 phát hiện Sư đoàn bộ binh 201 của không quân và Sư đoàn bộ binh xung kích 391 (Đức) đã đào nhiều căn hầm kiên cố tại các vị trí phòng thủ quan trọng như pháo đài cổ Velizh, nhà máy gỗ Velizh và các tòa nhà bằng gạch và đá của thành phố. Hai ống khói cao của khu lò sấy gỗ cũng được tận dụng làm các hỏa điểm súng máy có tầm xạ giới bao quát rất rộng, có thể vừa dùng trong tác chiến phòng không, vừa dùng để chống bộ binh. Các công trình này rất khó bị phá hủy bởi pháo binh và không quân cường kích. Đây chính là các vị trí phòng thủ đã gây nên sự tổn thất của 2 trung đoàn bộ binh Liên Xô trong hai trận tấn công trước đó.
Tướng A. I. Yeryomenko quyết định dùng công binh để giải quyết vấn đề. Ngày 15 tháng 9, Lữ đoàn 5 công binh đặc nhiệm được điều động từ lực lượng dự bị của Phương diện quân Kalinin đến khu vực Velizh. Dưới sự phối hợp yểm hộ của Sư đoàn bộ binh 358 và Lữ đoàn bộ binh 101 (Quân đoàn bộ binh 92), Lữ đoàn 5 công binh đã từ bờ sông Tây Dvina đào một đường hầm sâu dài hơn 300 m đến pháo đài Velizh, ngay dưới căn hầm chính được sử dụng làm Sở chỉ huy tiền phương của Sư đoàn bộ binh xung kích 391 (Đức). Ngày 19 tháng 9, đường hầm đã được đào xong trong sự ngụy trang kín đáo. Một nhánh đường hầm khác cũng được công binh Liên Xô đào xuyên đến phía dưới văn phòng của nhà máy gỗ, nơi đặt sở chỉ huy của Sư đoàn bộ binh 201 (Đức). Thuốc nổ đã được công binh Liên Xô nhồi vào trong các hầm và quân Đức vẫn không hay biết về tai họa sắp đến. 6 giờ sáng ngày 20 tháng 9, vụ nổ long trời của gần 3 tấn thuốc nổ đã làm rung chuyển thành phố Velizh. Những tốp lính Đức còn sống sót ra hàng không kháng cự. Pháo đài Velizh bị hạ đã làm cho tuyến phòng thủ của Sư đoàn bộ binh xung kích 391 và Sư đoàn bộ binh 201 Đức) tại Velizh nhanh chóng sụp đổ. Ngày 25 tháng 9, cánh trái của Tập đoàn quân xung kích 4 (Liên Xô) đã tiếp sâu thêm 45 km về phía Tây Nam đến Surazh trên biên giới Nga - Belarus. Tận dụng tháng lợi của Tập đoàn quân xung kích 4, ngày 26 tháng 9, Sư đoàn bộ binh 145 (Tập đoàn quân 43) đánh chiếm thị trấn Ponizovye.
Pháo đài cổ Velizh thất thủ và các thị trấn Surazh, Ponizovye, những mắt xích quan trọng trên tuyến phòng thủ sông Kaplya rơi vào Tây Quân đội Liên Xô đã làm cho các sư đoàn bộ binh 263, 87, 206 của Quân đoàn bộ binh 6 (Đức) có nguy cơ bị bao vây. Trưa ngày 20 tháng 9, tướng Hans Jordan hạ lệnh di tản khẩn cấp khỏi Demidov. 2 sư đoàn Đức đang phòng thủ Demidov và tàn quân của 4 sư đoàn bại trận trên tuyến sông Kasplya tháo chạy về phía Tây trong sự truy kích của các tập đoàn quân 39 và 43 (Liên Xô). Ngày 21 tháng 9, các sư đoàn bộ binh 262, 270 và Lữ đoàn bộ binh 114 (Liên Xô) tiến vào giải phóng Demidov. Ngày 23 tháng 9, Tập đoàn quân 39 đánh chiếm Elkovo (???), Tập đoàn quân 43 chiếm Lelekvilsk (???). Ngày 28 tháng 9, Tập đoàn quân 43 tiếp tục tiến chiếm Mikulino, Butrovo, Sutoki, Khlystovka và Lyady. tiến ra biên giới Nga - Belarus phía Đông Vitebsk. Ngày 29 tháng 9, sau một trận công kiên kéo dài cả ngày, Quân đoàn bộ binh 5 (Tập đoàn quân 39) đánh chiếm thành phố Rudnya, một trung tâm giao thông lớn và là mắt xích quan trọng trên tuyến phòng thủ của quân Đức phía Đông Nam Vitebsk. Ngày 2 tháng 10, cánh trái của Phương diện quân Kalinin dừng tấn công và củng cố các vị trí phòng thủ trên tuyến Surazh - Ponizovye - Rudnya.

## Kết quả
Chiến dịch Dukhovshchina-Demidov được tổ chức lại đã đạt kết quả tốt. Cánh trái của Phương diện quân Kalinin đã tiêu diệt 4 sư đoàn Đức, đánh thiệt hại nặng 8 sư đoàn khác, tiến về phía Tây từ 50 km (Tập đoàn quân xung kích 4) đến 180 km (Tập đoàn quân 39) giải phóng hơn 1.000 khu dân cư, trong đó có thành phố Dukhovshchina cổ kính được thành lập từ năm 1777, thành phố Demidov, pháo đài cổ Velizh và các đầu mối giao thông quan trọng trong vùng. Phương diện quân Kalinin đã đánh bại cả ba chiến thuật phòng ngự theo tuyến, phòng ngự cơ động và phòng ngự tập trung của quân đội Đức Quốc xã. Thành công của Phương diện quân Kalinin đã tạo điều kiện thuận lợi cho Phương diện quân Tây giải quyết cụm cứ điểm Yartsevo và triển khai thắng lợi chiến dịch Smolensk - Roslavl và đồng loạt tiến ra biên giới Belarus ciúng với các Phương diện quân trên hướng Tây.
Thắng lợi của quân đội Liên Xô trên cánh trái của Phương diện quân Kalinin cũng tạo điều kiện thuận lợi cho cánh phải của Phương diện quân này tiếp tục thực hiện Chiến dịch Gorodok (1943) như một phần tiếp theo của Chiến dịch tấn công Nevel nhằm bao vây, áp sát cụm cứ điểm Vitebsk của Tập đoàn quân xe tăng 3 (Đức), chiếm lĩnh nhiều bàn đạp quan trọng và tạo thế có lợi để tiếp tục tấn công, đánh bại Cụm tập đoàn quân Trung tâm (Đức) trong Chiến dịch Bagration vào mùa hè năm 1944.